# Slag om Diest
De Slag om Diest was een veldslag in 1789 tussen het Oostenrijks Keizerlijk leger en Belgische patriotten.

## Context
Op 24 november 1789 stak generaal Jan Andries vander Mersch de grens van de Oostenrijkse Nederlanden over in Hoogstraten. Hierdoor startte de Brabantse Omwenteling. Op de 27e versloeg hij de Oostenrijkers bij Turnhout. In november namen ze Gent in. Op 11 december begon de Slag om Brussel, en op de 12e werd de stad verlaten door het regeringsleger.

## De weg naar Diest
Generaal Jan Andries vander Mersch stak waarschijnlijk de grens terug over op 21 november. De volgende dag was hij terug in Turnhout. Hij marcheerde verder tot aan de strategische vesting Diest. Op de 24e kwam hij aan bij de stad. Er was nog een regeringsgarnizoen aanwezig.

## De slag
Van der Mersch liet de stadspoort openschieten en kwam via daar de stad binnen met zijn troepen. Het Oostenrijkse garnizoen maakte geen kans en werd snel verslagen zonder veel verzet.

## Gevolg
De patriotten marcheerden verder en versloegen de Oostenrijkers drie dagen later bij Tienen in een gelijkaardige slag. Bij Zoutleeuw werden de Oostenrijkers op een onbekende datum verslagen. Militaire gouverneur van de Oostenrijkse Nederlanden, Richard d'Alton sloot met Vander Mersch een tijdelijke wapenstilstand.